# Ingerophrynus claviger
Espèce
Synonymes
- Bufo claviger Peters, 1863

Statut de conservation UICN

 LC  : Préoccupation mineure
Ingerophrynus claviger est une espèce d'amphibiens de la famille des Bufonidae.

## Répartition
Cette espèce est endémique du Nord de la province de Bengkulu à Sumatra en Indonésie. Elle se rencontre à basse d'altitude.
Sa présence à Nias est incertaine.

## Publication originale
- Peters, 1863 : Über eine neue Schlangengattung, Styporhynchus, und verschiedene andere Amphibien des zoologischen Museums. Monatsberichte der Königlich Preussischen Akademie der Wissenschaften zu Berlin, vol. 1863, p. 399-413 (texte intégral).